# Lijst van afleveringen van Ratjetoe
Dit is een lijst met afleveringen van Ratjetoe (Rugrats). Er zijn 12 seizoenen van Ratjetoe geproduceerd.

## Seizoen 1
| Nr. | Aflevering 1           | Aflevering 2                      | Code |
| --- | ---------------------- | --------------------------------- | ---- |
| 1   | Tommy's First Birthday | /                                 | 101  |
| 2   | Barbecue Story         | Waiter, There's a Baby in My Soup | 102  |
| 3   | At the Movies          | Slumber Party                     | 103  |
| 4   | Baby Commercial        | Little Dude                       | 104  |
| 5   | Beauty Contest         | Baseball                          | 105  |
| 6   | Ruthless Tommy         | Moose Country                     | 106  |
| 7   | Grandpa's Teeth        | Momma Trauma                      | 107  |
| 8   | Real or Robots?        | Special Delivery                  | 108  |
| 9   | Candy Bar Creep Show   | Monster in the Garage             | 109  |
| 10  | Weaning Tommy          | Incident in Aisle 7               | 110  |
| 11  | Touchdown Tommy        | The Trial                         | 111  |
| 12  | Fluffy vs. Spike       | Reptar's Revenge                  | 112  |
| 13  | Graham Canyon          | Stu Makers' Elves                 | 113  |

## Seizoen 2
| Nr. | Aflevering 1                    | Aflevering 2           | Code |
| --- | ------------------------------- | ---------------------- | ---- |
| 14  | Toy Palace                      | Sand Ho!               | 201  |
| 15  | Chuckie Vs. The Potty           | Together at Last       | 202  |
| 16  | The Big House                   | The Shot               | 203  |
| 17  | Showdown At Teeter-Totter Gulch | Mirrorland             | 204  |
| 18  | Angelica's in Love              | Ice Cream Mountain     | 205  |
| 19  | Regarding Stuie                 | Garage Sale            | 206  |
| 20  | Let There Be Light              | The Bank Trick         | 207  |
| 21  | Family Reunion                  | Grandpa's Date         | 208  |
| 22  | No Bones About It               | Beach Blanket Babies   | 209  |
| 23  | Reptar on Ice                   | Family Feud            | 210  |
| 24  | Superhero Chuckie               | The Dog Broomer        | 211  |
| 25  | Aunt Miriam                     | The Inside Story       | 212  |
| 26  | A Visit From Lipschitz          | What The Big People Do | 213  |

## Seizoen 3
| Nr. | Aflevering 1                 | Aflevering 2                   | Code |
| --- | ---------------------------- | ------------------------------ | ---- |
| 27  | The Santa Experience         | /                              | 301  |
| 28  | Visitors from Outer Space    | The Case of the Missing Rugrat | 302  |
| 29  | Chuckie Loses His Glasses    | Chuckie Gets Skunked           | 303  |
| 30  | Rebel Without a Teddy Bear   | Angelica the Magnificent       | 304  |
| 31  | Meet the Carmichaels         | The Box                        | 305  |
| 32  | Down the Drain               | Let Them Eat Cake              | 306  |
| 33  | The Seven Voyages of Cynthia | My Friend Barney               | 307  |
| 34  | Feeding Hubert               | Spike the Wonder Dog           | 308  |
| 35  | The Slide                    | The Big Flush                  | 309  |
| 36  | King Ten Pin                 | Runaway Angelica               | 310  |
| 37  | Game Show Didi               | Toys in the Attic              | 311  |
| 38  | Driving Miss Angelica        | Susie vs. Angelica             | 312  |
| 39  | Tooth or Dare                | Party Animals                  | 313  |

## Seizoen 4
| Nr. | Aflevering 1               | Aflevering 2              | Code |
| --- | -------------------------- | ------------------------- | ---- |
| 40  | Dummi Bear Dinner Disaster | Twins Pique               | 401  |
| 41  | Chuckie's First Haircut    | Cool Hand Angelica        | 402  |
| 42  | The Tricycle Thief         | Rhinoceritis!             | 403  |
| 43  | Grandpa Moves Out          | The Legend of Satchmo     | 404  |
| 44  | Circus Angelicus           | The Stork                 | 405  |
| 45  | The Baby Vanishes          | Farewell, my Friend       | 406  |
| 46  | When Wishes Come True      | Angelica Breaks a Leg     | 407  |
| 47  | The Last Babysitter        | Sour Pickles              | 408  |
| 48  | Reptar 2010                | Stu Gets a Job            | 409  |
| 49  | Give and Take              | The Gold Rush             | 410  |
| 50  | Home Movies                | The Mysterious Mr. Friend | 411  |
| 51  | Cuffed                     | The Blizzard              | 412  |
| 52  | Destination: Moon          | Angelica's Birthday       | 413  |

## Seizoen 5
| Nr. | Aflevering 1               | Aflevering 2              | Code |
| --- | -------------------------- | ------------------------- | ---- |
| 53  | Princess Angelica          | The Odd Couple            | 501  |
| 54  | Naked Tommy                | Tommy and the Secret Club | 502  |
| 55  | Under Chuckie's Bed        | Chuckie is Rich           | 503  |
| 56  | Mommy's Little Assets      | Chuckie's Wonderful Life  | 504  |
| 57  | In the Dreamtime           | The Unfair Pair           | 505  |
| 58  | Chuckie's Red Hair         | Spike Runs Away           | 506  |
| 59  | The Alien                  | Mr. Clean                 | 507  |
| 60  | Angelica's Worst Nightmare | The Mega Diaper Babies    | 508  |
| 61  | New Kid In Town            | Pickles Vs. Pickles       | 509  |
| 62  | Kid TV                     | The Sky is Falling        | 510  |
| 63  | I Remember Melville        | No More Cookies           | 511  |
| 64  | Cradle Attraction          | Moving Away               | 512  |
| 65  | Passover                   | David and Goliath         | 513  |

## Seizoen 6
| Nr. | Aflevering 1                      | Aflevering 2         | Code |
| --- | --------------------------------- | -------------------- | ---- |
| 66  | Esther: The Girl Who Became Queen | Chanukah             | 601  |
| 67  | Mother's Day                      | /                    | 602  |
| 68  | Vacation                          | /                    | 603  |
| 69  | Spike's Babies                    | Chicken Pops         | 604  |
| 70  | Radio Daze                        | Psycho Angelica      | 605  |
| 71  | America's Wackiest Home Movies    | The 'Lympics         | 606  |
| 72  | Car Wash                          | Heatwave             | 607  |
| 73  | Angelica's Last Stand             | Clan of the Duck     | 608  |
| 74  | Faire Play                        | The Smell of Success | 609  |
| 75  | The Turkey Who Came to Dinner     | Madame Blueberry     | 610  |
| 76  | Potty Training Spike              | The Art Fair         | 611  |
| 77  | Send in the Clouds                | In the Naval         | 612  |
| 78  | The Mattress                      | Looking for Jack     | 613  |
| 79  | Hiccups                           | Autumn Leaves        | 614  |
| 80  | Dust Bunnies                      | Educating Angelica   | 615  |
| 81  | Ransom of Cynthia                 | Turtle Recall        | 616  |

## Seizoen 7
| Nr. | Aflevering 1                          | Aflevering 2            | Code |
| --- | ------------------------------------- | ----------------------- | ---- |
| 82  | Angelica Orders Out                   | Let it Snow             | 701  |
| 83  | Angelica Nose Best                    | Pirate Light            | 702  |
| 84  | Grandpa's Bad Bug                     | Lady Luck               | 703  |
| 85  | Crime and Punishment                  | Baby Maybe              | 704  |
| 86  | Word of the Day                       | Jonathan Babysits       | 705  |
| 87  | He Saw, She Saw                       | Piggy's Pizza Palace    | 706  |
| 88  | Babysitting Fluffy                    | Sleep Trouble           | 707  |
| 89  | The First Cut                         | Chuckie Grows           | 708  |
| 90  | The Wild Wild West                    | Angelica For a Day      | 709  |
| 91  | Fugitive Tommy                        | Visiting Aunt Miriam    | 710  |
| 92  | Uneasy Rider                          | Where's Grandpa?        | 711  |
| 93  | Journey to the Center of the Basement | A Very McNulty Birthday | 712  |
| 94  | The Family Tree                       | /                       | 713  |

## Seizoen 8
| Nr. | Aflevering 1       | Aflevering 2        | Code |
| --- | ------------------ | ------------------- | ---- |
| 95  | Chuckie's Duckling | A Dog's Life        | 801  |
| 96  | Chuckerfly         | Angelica's Twin     | 802  |
| 97  | Raising Dil        | No Naps             | 803  |
| 98  | Man of the House   | A Whole New Stu     | 804  |
| 99  | Submarine          | Chuckie's a Lefty   | 805  |
| 100 | Baking Dil         | Hair!               | 806  |
| 101 | Zoo Story          | I Do                | 807  |
| 102 | The Magic Baby     | Dil We Meet Again   | 808  |
| 103 | Hand Me Downs      | Angelica's Ballet   | 809  |
| 104 | Opposites Attract  | The Art Museum      | 810  |
| 105 | The Jungle         | The Old Country     | 811  |
| 106 | Ghost Story        | Chuckie's Complaint | 812  |
| 107 | Pedal Pusher       | Music               | 813  |

## Seizoen 9
| Nr.     | Aflevering 1                    | Aflevering 2       | Code    |
| ------- | ------------------------------- | ------------------ | ------- |
| 108     | Chuckie's Bachelor Pad          | Junior Prom        | 901     |
| 109     | Silent Angelica                 | Tie My Shoes       | 902     |
| 110     | What's Your Line?               | Two By Two         | 903     |
| 111     | All's Well that Pretends Well   | Big Babies         | 904     |
| 112     | Wrestling Grandpa               | Chuckie Collects   | 905     |
| 113/114 | Runaway Reptar                  | /                  | 906/907 |
| 115     | Share and Share a Spike         | Tommy for Mayor    | 908     |
| 116     | Brothers are Monsters           | Cooking with Susie | 909     |
| 117     | Partners in Crime               | Auctioning Grandpa | 910     |
| 118     | Officer Chuckie                 | Thumb's Up         | 911     |
| 119     | Officer Chuckie                 | The Joke's on You  | 912     |
| 120     | The Big Showdown                | Doctor Susie       | 913     |
| 121     | Accidents Happen                | Pee-Wee Scouts     | 914     |
| 122     | Chuckie's New Shirt             | Cavebabies         | 915     |
| 123     | The Incredible Shrinking Babies | Miss Manners       | 916     |
| 124     | A Dose of Dil                   | Famous Babies      | 917     |
| 125     | No Place Like Home              | /                  | 918     |
| 126     | Be My Valentine                 | /                  | 919     |
| 127     | Discover America                | /                  | 920     |

## Seizoen 10
| Nr.         | Aflevering 1                | Aflevering 2                         | Aflevering 3            | Aflevering 4            | Code           |
| ----------- | --------------------------- | ------------------------------------ | ----------------------- | ----------------------- | -------------- |
| 128/129/130 | Acorn Nuts and Diapey Butts | Diaper Change                        | Fall Stinks             | Don't Poop on My Parade | 1001/1002/1003 |
| 131         | Angelicon                   | Dil's Binkie                         | Big Brother Chuckie     | /                       | 1004           |
| 132         | Dil Saver                   | Cooking with Phil and Lil            | Piece of Cake           | /                       | 1005           |
| 133         | Sister Act                  | Spike's Nightscare                   | Cuddle Buddy            | /                       | 1006           |
| 134         | Finsterella                 | /                                    | /                       | /                       | 1007           |
| 135         | Bad Shoes                   | The World According to Dil and Spike | Wash-Dry Story          | /                       | 1008           |
| 136         | Dayscare                    | The Great Unknown                    | Falling Stars           | /                       | 1009           |
| 137         | Changes for Chuckie         | The Magic Show                       | A Lulu of a Time        | /                       | 1010           |
| 138         | Cat Got Your Tongue?        | The War Room                         | Attention Please        | /                       | 1011           |
| 139         | And the Winner Is...        | Dil's Bathtime                       | Bigger Than Life        | /                       | 1012           |
| 140         | Day of the Potty            | Tell-Tale Cell Phone                 | The Time of Their Lives | /                       | 1013           |
| 141         | My Fair Babies              | The Way Things Work                  | Home Sweet Home         | /                       | 1014           |
| 142         | Adventure Squad             | The Way More Things Work             | Talk of the Town        | /                       | 1015           |
| 143         | A Rugrats Kwanzaa           | /                                    | /                       | /                       | 1016           |
| 144/145     | All Growed Up*              | /                                    | /                       | /                       | 1017/1018      |

- All Growed Up is een uur durende 'special' van ratjetoe waarin de baby's 10 jaar ouder zijn en op de middelbare school zitten.

## Seizoen 11
| Nr. | Aflevering 1                 | Aflevering 2                                  | Code |
| --- | ---------------------------- | --------------------------------------------- | ---- |
| 146 | Pre-school Daze              | /                                             | 1101 |
| 147 | Curse of the Were-Wuff       | /                                             | 1102 |
| 148 | Bow Wow Wedding Vows         |                                               | 1103 |
| 149 | Quiet, Please!               | Early Retirement                              | 1104 |
| 150 | The Doctor is In             | The Big Sneeze                                | 1105 |
| 151 | The Fun Way Day              | The Age of Aquarium                           | 1106 |
| 152 | Daddy's Little Helpers       | Hello Dilly                                   | 1107 |
| 153 | Cynthia Comes Alive          | Trading Phil                                  | 1108 |
| 154 | Murmur on the Ornery Express | /                                             | 1109 |
| 155 | Back to School               | Sweet Dreams                                  | 1110 |
| 156 | A Step at a Time             | Angelica's Assistant                          | 1111 |
| 157 | A Tale of Two Puppies        | Okey-Dokey Jones and the Ring of the Sunbeams | 1112 |
| 158 | Happy Taffy                  | Imagine That                                  | 1113 |

## Seizoen 12
| Nr.     | Aflevering 1                | Aflevering 2        | Code      |
| ------- | --------------------------- | ------------------- | --------- |
| 159     | Club Fred                   | /                   | 1201      |
| 160     | The Perfect Twins           | /                   | 1202      |
| 161/162 | Babies in Toyland           | /                   | 1203/1204 |
| 163     | Clown Around                | The Baby Rewards    | 1205      |
| 164     | Diapies and Dragons         | Baby Power          | 1206      |
| 165     | Bug Off                     | The Crawl Space     | 1207      |
| 166     | Starstruck                  | Where's Taffy?      | 1208      |
| 167     | They Came from the Backyard | Lil's Phil of Trash | 1209      |
| 168     | Mutt's in a Name            | Hurricane Alice     | 1210      |
| 169     | Bestest of Show             | Hold the Pickles    | 1211      |
| 170     | Baby Sale                   | Steve               | 1212      |
| 171     | The Bravliest Baby          | Gimme an 'A'        | 1213      |
| 172     | Fountain of Youth           | Kimi Takes the Cake | 1214      |

## Overige afleveringen
| Nr.   | Aflevering                              | Code |
| ----- | --------------------------------------- | ---- |
| pilot | Tommy Pickles and the Great White Thing | 100  |

Deze aflevering is niet uitgezonden op televisie maar is als bonus op de dvd 'The rugrats Decade in Diapers volume 1' bijgegeven.

## Rugrats Tales from the Crib
Deze films zijn op dvd's uitgebracht maar zijn niet het einde van de ratjetoe serie maar zijn 'side-stories.'
| Nr. | Titel                                                    | Code  |
| --- | -------------------------------------------------------- | ----- |
| 1   | Rugrats Tales from the Crib: Snow White                  | DVDM1 |
| 2   | Rugrats Tales from the Crib: Three Jacks and a Beenstalk | DVDM2 |